# 東王子神社

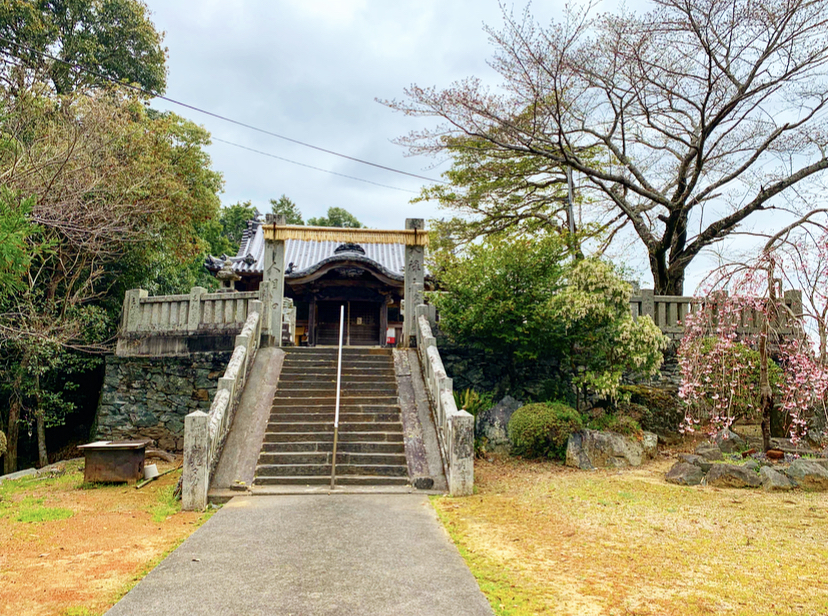
境内

東王子神社（ひがしおうじじんじゃ）は、徳島県名西郡石井町に鎮座する神社。気延山麓に位置する。

## 歴史
「名西郡誌」によれば783年（延暦2年3月11日）の勧請とされている。「寛保改神社帳」に「石井村東王子十二社大権現別当同村徳蔵寺」とある。
1912年（大正元年）11月16日に八幡、荒大山祇三社を合併。若宮社は仁徳天皇を祀る。旧暦の正月14日夜半に「粥占祭」が斎行される。神社の南側には「天堂のシダレザクラ」として知られている森本院がある。

## 祭神
- 伊弉冉尊

## 交通
- JR徳島線石井駅より徒歩約15分。
- 徳島自動車道「藍住インターチェンジ」より車で約35分。